# Deutsche ATSB-Fußballmeisterschaft 1928/29
Die deutsche ATSB-Fußballmeisterschaft 1929 war die zehnte vom Arbeiter-Turn- und Sportbund ausgerichtete deutsche Meisterschaft im Fußball. Sieger wurde Lorbeer 06 Hamburg.

## Modus und Teilnehmer
Die Meister der 17 ATSB-Kreise ermittelten in vier regionalen Endrunden die Teilnehmer an der Endrunde auf Reichsebene. Bis auf die süddeutsche Regionalmeisterschaft wurde im K.-o.-System gespielt.
| Nordwestdeutschland - FTSV Fichte Bielefeld - Lorbeer 06 Hamburg - Eintracht Kassel - SC Obersprockhövel | Mitteldeutschland - SpVgg Ilmenau - VfL Leipzig-Südost - Magdeburger BSC - Sturm Schmiedefeld (auch Sturm Breslau genannt) | Ostdeutschland - FT Döbern - Vorwärts Königsberg - Luckenwalder TS - FT Stettin-Nemitz | Süddeutschland - SC Böckingen - 1. FC Dachau - FFC Ludwigshafen - FTSV Mörfelden - FTSV Weiden |

## Verbandsmeisterschaften

### Nordwest
Halbfinale
| Datum         |                    | Ergebnis  |                       | Austragungsort |
| ------------- | ------------------ | --------- | --------------------- | -------------- |
| 7. April 1929 | Lorbeer 06 Hamburg | 3:2 (1:1) | FTSV Fichte Bielefeld | Hamburg        |
| 5. Mai 1929   | SC Obersprockhövel | 1:0 (1:0) | Eintracht Kassel      | Dortmund       |

Finale
| Datum        |                    | Ergebnis  |                  | Austragungsort           |
| ------------ | ------------------ | --------- | ---------------- | ------------------------ |
| 12. Mai 1929 | Lorbeer 06 Hamburg | 6:3 (3:2) | Eintracht Kassel | Hamburg, Borgweg-Stadion |

### Mitte
Halbfinale
| Datum         |               | Ergebnis  |                    | Austragungsort        |
| ------------- | ------------- | --------- | ------------------ | --------------------- |
| 24. März 1929 | SpVgg Ilmenau | 0:7 (0:4) | VfL Leipzig-Südost | Erfurt, Saxonia-Platz |
| 24. März 1929 | Sturm Breslau | 3:1 (2:1) | Magdeburger BSC    | Breslau               |

Finale
| Datum         |                    | Ergebnis  |               | Austragungsort     |
| ------------- | ------------------ | --------- | ------------- | ------------------ |
| 7. April 1929 | VfL Leipzig-Südost | 5:1 (3:1) | Sturm Breslau | Leipzig-Eutritzsch |

### Ost
Halbfinale
| Datum          |                   | Ergebnis  |                     | Austragungsort |
| -------------- | ----------------- | --------- | ------------------- | -------------- |
| 14. April 1929 | FT Döbern         | 3:1       | Vorwärts Königsberg | Forst          |
| 14. April 1929 | FT Stettin-Nemitz | 1:5 (0:2) | Luckenwalder TS     | Stettin        |

Finale
| Datum          |           | Ergebnis  |                 | Austragungsort                  |
| -------------- | --------- | --------- | --------------- | ------------------------------- |
| 28. April 1929 | FT Döbern | 4:2 (1:2) | Luckenwalder TS | Berlin, Sportplatz Kynaststraße |

### Süd
In Süddeutschland trugen die fünf Kreismeister eine einfache Punkterunde aus, von der bekannt ist, dass der SC Böckingen mit 2:0 beim 1. FC Dachau gewann sowie mit 3:5 in Weiden und mit 3:4 zu Hause gegen Ludwigshafen verlor. Die FTSV Weiden und der SC Böckingen belegten punktgleich die vorderen beiden Plätze, wodurch ein Entscheidungsspiel erforderlich wurde.
Entscheidungsspiel
| Datum          |             | Ergebnis  |              | Austragungsort           |
| -------------- | ----------- | --------- | ------------ | ------------------------ |
| 21. April 1929 | FTSV Weiden | 4:2 (1:2) | SC Böckingen | Stuttgart, Neckarstadion |

## Endrunde um die Bundesmeisterschaft
Halbfinale
| Datum        |                    | Ergebnis  |                    | Austragungsort           |
| ------------ | ------------------ | --------- | ------------------ | ------------------------ |
| 11. Mai 1929 | FT Döbern          | 3:1 (1:1) | VfL Leipzig-Südost | Forst                    |
| 19. Mai 1929 | Lorbeer 06 Hamburg | 2:1 (2:1) | FTSV Weiden        | Hamburg, Borgweg-Stadion |

Finale
| Datum        |                    | Ergebnis  |           | Austragungsort            |
| ------------ | ------------------ | --------- | --------- | ------------------------- |
| 25. Mai 1929 | Lorbeer 06 Hamburg | 5:4 (2:0) | FT Döbern | Hamburg, Stadion Hoheluft |